# Aguilar de Segarra
Aguilar de Segarra es un municipio de España perteneciente a la provincia de Barcelona, en la comunidad autónoma de Cataluña. Ubicado en la comarca del Bages, tiene una población de 291 habitantes (INE 2024).

## Geografía
Está ubicado en el límite occidental de la comarca del Bages.

## Historia
A mediados del siglo XIX, el lugar tenía contabilizada una población de 92 habitantes. Aparece descrito en el primer volumen del Diccionario geográfico-estadístico-histórico de España y sus posesiones de Ultramar de Pascual Madoz de la siguiente manera:

AGUILAR: l. con ayunt., de la prov., aud. terr. y c. g. de Barcelona (9 leg.), part. jud. y adm. de rentas de Manresa (2), dióc. de Vich (9): sit. entre varios cerros donde lo combaten libremente todos los vientos: disfruta de clima saludable, cuenta hasta 14 casas de campo ó masias, algunas casuchas de pobres y una igl. parr. bajo la advocacion de S. Andrés, servida por un cura párroco cuya plaza se provee por oposicion; ocupa la cima de un cerro y junto á ella está la casa del párroco y las ruinas de un ant. cast.: confina el térm. por el N. con los de Baxados y Castelltallal, por el E. con el de Fenollosa, por el S. con el de Castelar y por el O. con el de Salavinera; dentro de él se encuentra una ermita dedicada á S. Miguel. El terreno es escabroso y cubierto de piedras, muy bueno para el cultivo del viñedo, pero poco á propósito para las demas semillas y plantaciones por lo penoso y dificil de las labores, y notable escasez de aguas para el riego. En el monte crecen algunos robles, pocas encinas y abundantes yerbas de pasto. Los caminos que cruzan por el térm. son todos de herradura y de pueblo á pueblo. Prod. vino, trigo, legumbres, y ganado lanar. Pobl. 25 vec.: 92 alm. Cap. prod. 895,200 rs., imp. 22,380; contr. 2484 rs. 9 mrs. v.
(Madoz, 1845, p. 136)

## Demografía
Aguilar de Segarra cuenta con una población de 291 habitantes (INE 2024).
| Gráfica de evolución demográfica de Aguilar de Segarra entre 1842 y 2021 |
| |
| Población de derecho según los censos de población del INE. Población de hecho según los censos de población del INE.En este censo se denominaba Aguilar de Segarra y Argensola: 1842. Entre el censo de 1857 y el anterior, crece el término del municipio porque incorpora a Castellar y parte de Marfá y Santa Coloma Saserra. |

### Población por núcleos
Desglose de población según el Padrón Continuo por Unidad Poblacional del INE.
| Núcleos            | Habitantes (2014) | Varones | Mujeres |
| ------------------ | ----------------- | ------- | ------- |
| Aguilar de Segarra | 151               | 78      | 73      |
| Castellar          | 72                | 39      | 33      |
| Las Corominas      | 28                | 15      | 13      |

## Elecciones municipales
- Resultado de las elecciones municipales del año 2003.

| Partido | Votos       | Concejales |
| ------- | ----------- | ---------- |
| CiU     | 47 (44,76%) | 3          |
| PSC-PM  | 41 (39,05%) | 1          |
| ERC-AM  | 36 (34,29%) | 1          |

## Economía

### Evolución de la deuda viva
El concepto de deuda viva contempla solo las deudas con cajas y bancos relativas a créditos financieros, valores de renta fija y préstamos o créditos transferidos a terceros, excluyéndose, por tanto, la deuda comercial.
| Gráfica de evolución de la deuda viva del ayuntamiento entre 2008 y 2014                             |
| |
| Deuda viva del ayuntamiento en miles de Euros según datos del Ministerio de Hacienda y Ad. Públicas. |

La deuda viva municipal por habitante en 2014 asciende a 7346,61 €.

## Patrimonio
Aguilar de Segarra tiene edificios de importancia arquitectónica: el Castillo de Castellar, el Castillo de Aguilar y las iglesias de San Andrés de Aguilar, San Miguel de Castellar, Santa Magdalena de Còdol-Rodon, Santa María de les Coromines y Santa María del Grauet.

## Fiestas
- Primer fin de semana de agosto (Castellar)
- Primer fin de semana de septiembre (Aguilar)